# Aion Hyper SSR
La Aion Hyper SSR è un'autovettura prodotta dalla casa automobilistica cinese Aion dall'ottobre 2023.

## Profilo e contesto

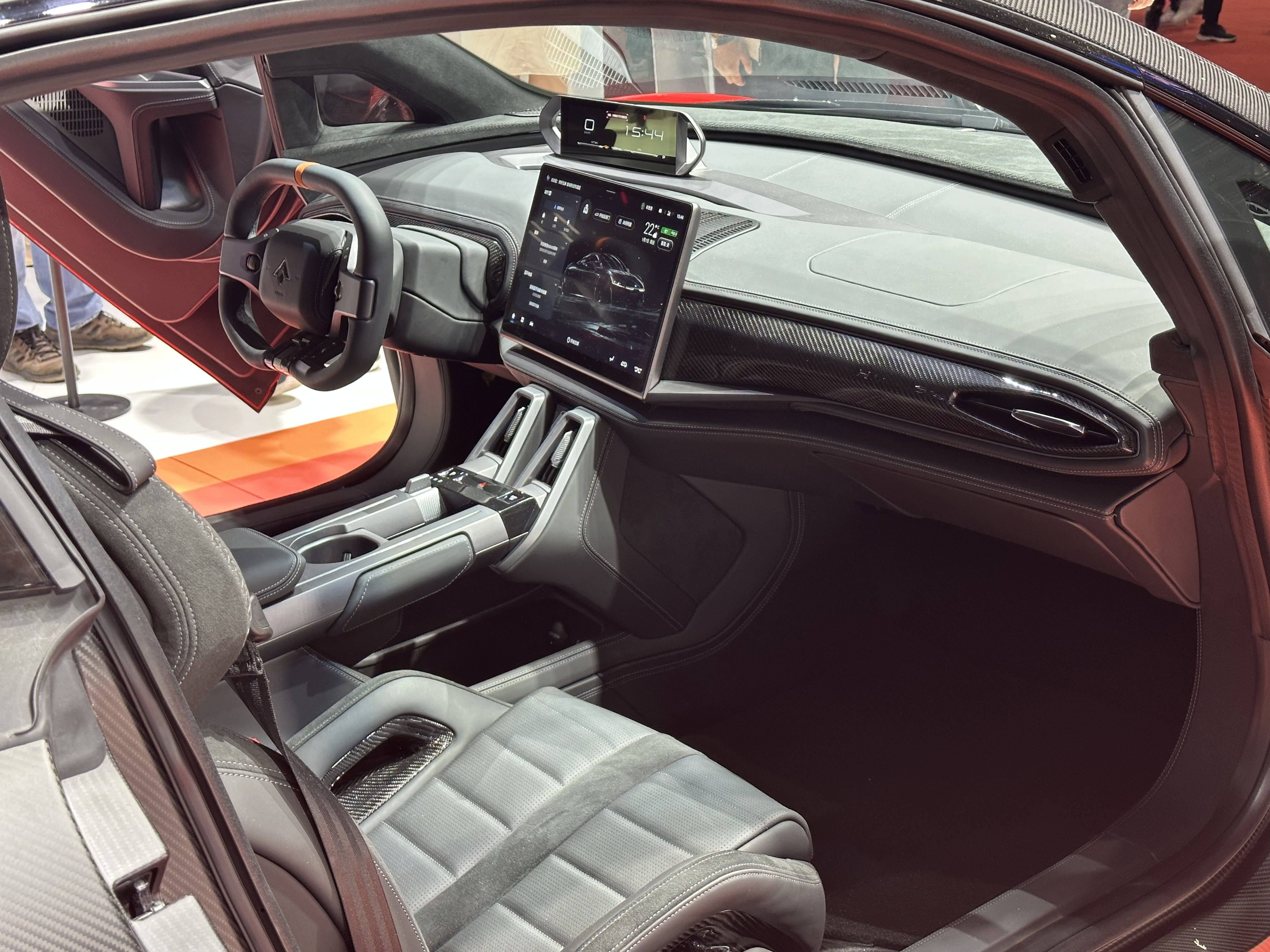
Interni

L'Aion Hyper SSR è stata anticipata dalla concept car GAC Enpulse, presentata al salone di Pechino nel settembre 2020.

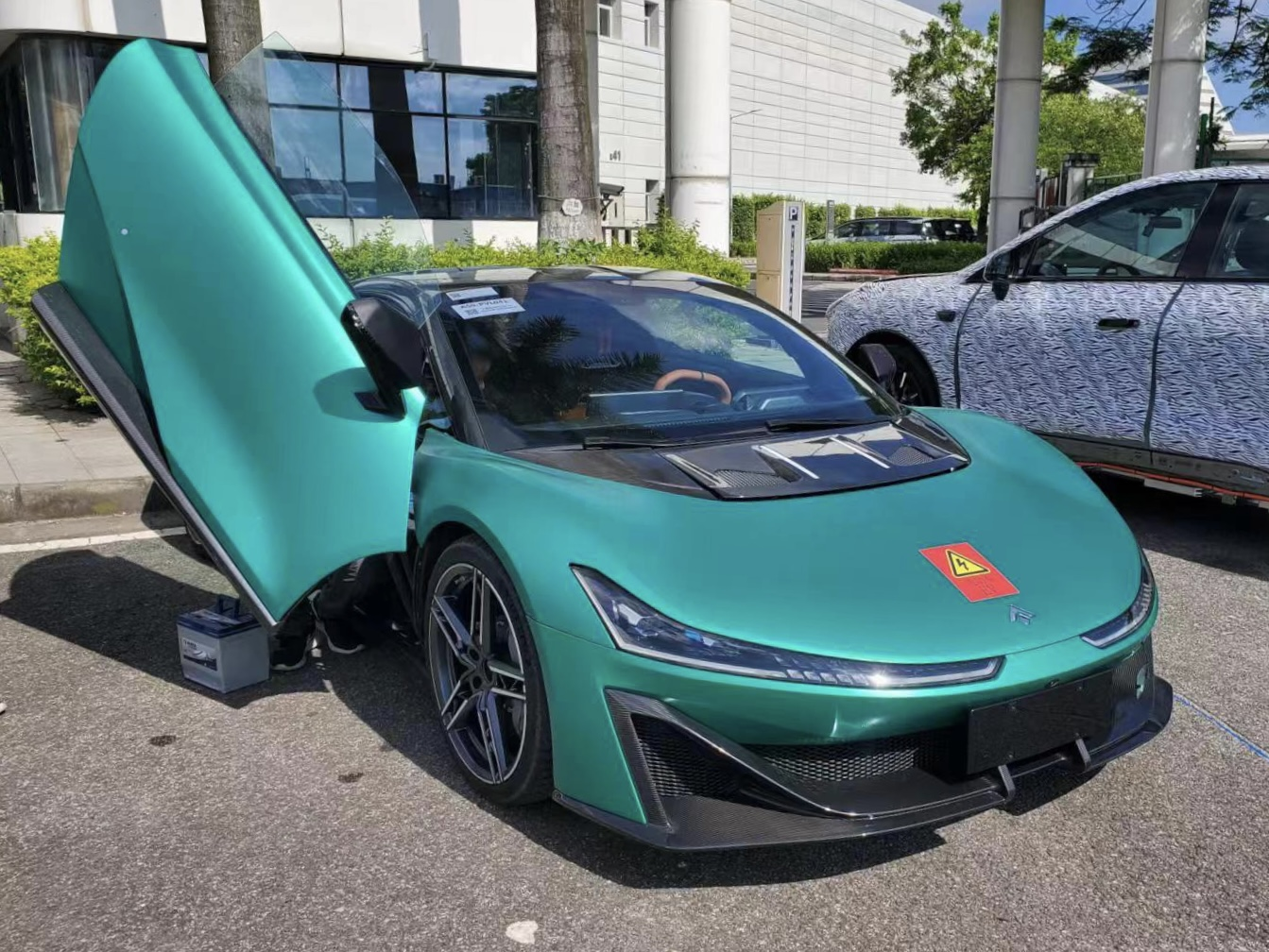
Dettaglio del frontale con la portiera a forbice aperta

Il 15 settembre 2022 l'Aion Hyper SSR è stata presentata con il nuovo logo del marchio Aion. La produzione e le consegne dell'auto sono iniziate nell'ottobre 2023. A marzo 2023, la linea di produzione è stata avviata e sono state realizzate alcune unità di Hyper SSR.
Il modello più performante Hyper SSR Ultimate accelera da 0 a 100 km/h in 1,9 secondi e ha 1225 cavalli. L'Hyper SSR standard passa da 0 a 100 km/h  di 2,3 secondi. L'Hyper SSR standard utilizza un layout con un batteria centrale e trazione posteriore, mentre l'Hyper SSR Ultimate ha un layout a trazione integrale con quattro ruote motrici, uno ler ogni ruota.
L'Aion Hyper SSR conserva molti elementi estetici di design della concept car GAC Enpulse 2020, come le porte a forbice. Tuttavia, a differenza dell'Enpulse, l'Hyper SSR ha il tettuccio fisso.